# Leucoloma subpungens
Leucoloma subpungens är en bladmossart som först beskrevs av Georg Ernst Ludwig Hampe, och fick sitt nu gällande namn av Brotherus 1901. Leucoloma subpungens ingår i släktet Leucoloma och familjen Dicranaceae. Inga underarter finns listade i Catalogue of Life.